# Vadodara (huyện)
Huyện Vadodara là một huyện thuộc bang Gujarat, Ấn Độ. Thủ phủ huyện Vadodara đóng ở Vadodara. Huyện Vadodara có diện tích 7794 ki lô mét vuông. Đến thời điểm năm 2001, huyện Vadodara có dân số 3639775 người.